# Francis Samuel Drake (historien)
Pour les articles homonymes, voir Drake.
Francis Samuel Drake, né le 22 février 1828 à Northwood dans le New Hampshire, et mort le 22 février 1885 à Washington, est un historien américain. Son Dictionary of American Biography est un précurseur de l'Appletons' Cyclopædia of American Biography.

## Biographie
Francis Samuel Drake est né le 22 février 1828 à Northwood dans le New Hampshire . Il est fils de l'antiquaire et historien Samuel Gardner Drake (en). Il étudie dans les écoles publiques de Boston. Après avoir aidé son père dans sa librairie de Boston, il entre dans une maison de comptage à Boston. En 1862, il se rend à Leavenworth au Kansas, où il se consacre à la vente de livres jusqu'en 1867, date à laquelle il retourne à Boston. Drake hérite du goût de son père pour le travail historique, il est un collectionneur passionné bien avant qu'il n'écrive quoi que ce soit pour la publication.

## Publications
- Dictionary of American Biography (Boston, 1872). Il passe 20 ans à collecter de la documentation pour cet ouvrage qu'il écrit lui-même. Il contient 10 000 biographies[3].
- Mémorial of the Massachusetts Society of the Cincinnati (1873).
- Life of General Henry Knox (1873)[3].
- The Town of Roxbury (1878)[3].
- Tea-Leaves (1884)[1].
- Indian History for Young Folks (1885)[1].

Il édite History of the Indians de Henry Schoolcraft et contribue à des articles sur Brighton, Watertown, et Roxbury et au Memorial History of Boston de Justin Winsor (1880-82). 
Avant sa mort, il rassemble de la documentation pour une nouvelle édition de son Dictionary, qui est incorporé dans l'Appleton's Cyclopædia of American Biography.